# Tomáš Tvarožek
Tomáš Tvarožek (21. prosinec 1892 Brezová pod Bradlom, Rakousko-Uhersko – 20. červenec 1945 Bratislava, Československo) byl slovenský finančník, veřejný činitel a účastník slovenského národního povstání. Známý byl pod pseudonymy: Jano Lipnický, T. Ovčiarov, T. Slabý.
Tvarožek studoval na Obchodní škole v Uherském Hradišti, absolvoval studijní pobyt ve Spojených státech. Jako bankovní úředník působil na více místech, v letech 1918–1923 se stal ředitelem Hospodářské resp. Slovenské Banky v Trnavě a v Bratislavě. Po vzniku Československa se zúčastnil reorganizace slovenského peněžnictví, zasloužil se o vybudování sítě spořitelen na Slovensku. Během druhé světové války byl účastníkem protinacistického odboje a Slovenského národního povstání v Brezové pod Bradlom, kde pomáhal při nelegálních přechodech přes hranice. Od začátku září 1944 působil v Banské Bystrici jako člen povstalecké Slovenské národní rady za Demokratický blok. Byl vedoucím pověřenectva pro finance. Stal se spoluzakladatelem, členem předsednictva a hospodářem Demokratické strany. Byl členem a funkcionářem profesních a zájmových spolků, předsedou gen. hosp. výboru evangelické církve. V roce 1945 byl vyznamenán československým válečným křížem.

## Dílo
- Sporiteľníctvo na Slovensku, Bratislava rok 1923